# マイトリー急行
マイトリー急行（英語: Maitree Express、ベンガル語: মৈত্রী এক্সপ্রেস）は、インドとバングラデシュを結ぶ列車。戦争の影響で休止されて以降、43年ぶりに営業運転を開始した両国間を結ぶ国際旅客列車で、列車愛称の「マイトリー（মৈত্রী）」はベンガル語で「友情」を意味する。

## 開始までの経緯
1947年のインド・パキスタン分離独立後、パキスタン領東パキスタンとインドの間にはイースト・ベンガル・メール、イースト・ベンガル急行、バリサル急行といった国際急行旅客列車が運行されていた。しかし、1965年の第二次印パ戦争の影響によってこれらの列車は廃止され、東パキスタンがバングラデシュとして独立して以降も長期に渡って両国を結ぶ旅客列車は復活しない状態が続いた。
やがて、共通の文化や言語を有するインド側（西ベンガル州）とバングラデシュ側、双方からの要望が高まった事を受けて国際旅客列車の運行再開に向けた動きが進められ、2007年にはインド政府関係者を乗せた旅客列車がバングラデシュの首都・ダッカまで試験的に運行された。そして、バングラデシュの公式の暦であるベンガル歴の元旦にあたる2008年4月14日、43年ぶりの国際列車となるマイトリー急行が営業運転を開始した。

## 概要
マイトリー急行はインドの大都市・コルカタのコルカタ駅とバングラデシュの首都・ダッカに位置するダッカ・カントンメント駅、全長375 kmの区間を結び、所要時間は8時間50分である。後述の通り、マイトリー急行にはインド鉄道およびバングラデシュ鉄道が所有する車両が用いられており、以下の曜日に運行が実施される。2008年の運行開始当初は週4日設定されていたが、2020年のダイヤ改正以降週5日に増発されている。
- インド鉄道所有車両 - ダッカ方面（13109列車）：火曜日・金曜日、コルカタ方面（13110列車）：水曜日・日曜日
- バングラデシュ鉄道所有車両 - ダッカ方面（13107列車）：月曜日・水曜日・土曜日、コルカタ方面（13108列車）：火曜日・金曜日・土曜日

使用される客車は運行開始当初ICF客車であったが、2017年にインド鉄道およびバングラデシュ鉄道双方が所有するLHB客車に置き換えられており、以下の車種で構成された10両編成を組んでいる。
- 冷房1等寝台車（AC First/Cabin、定員36人）：4両
- 冷房座席車（AC Chair Car、定員78人）：4両
- 電源車（Power Car、定員0人）：2両

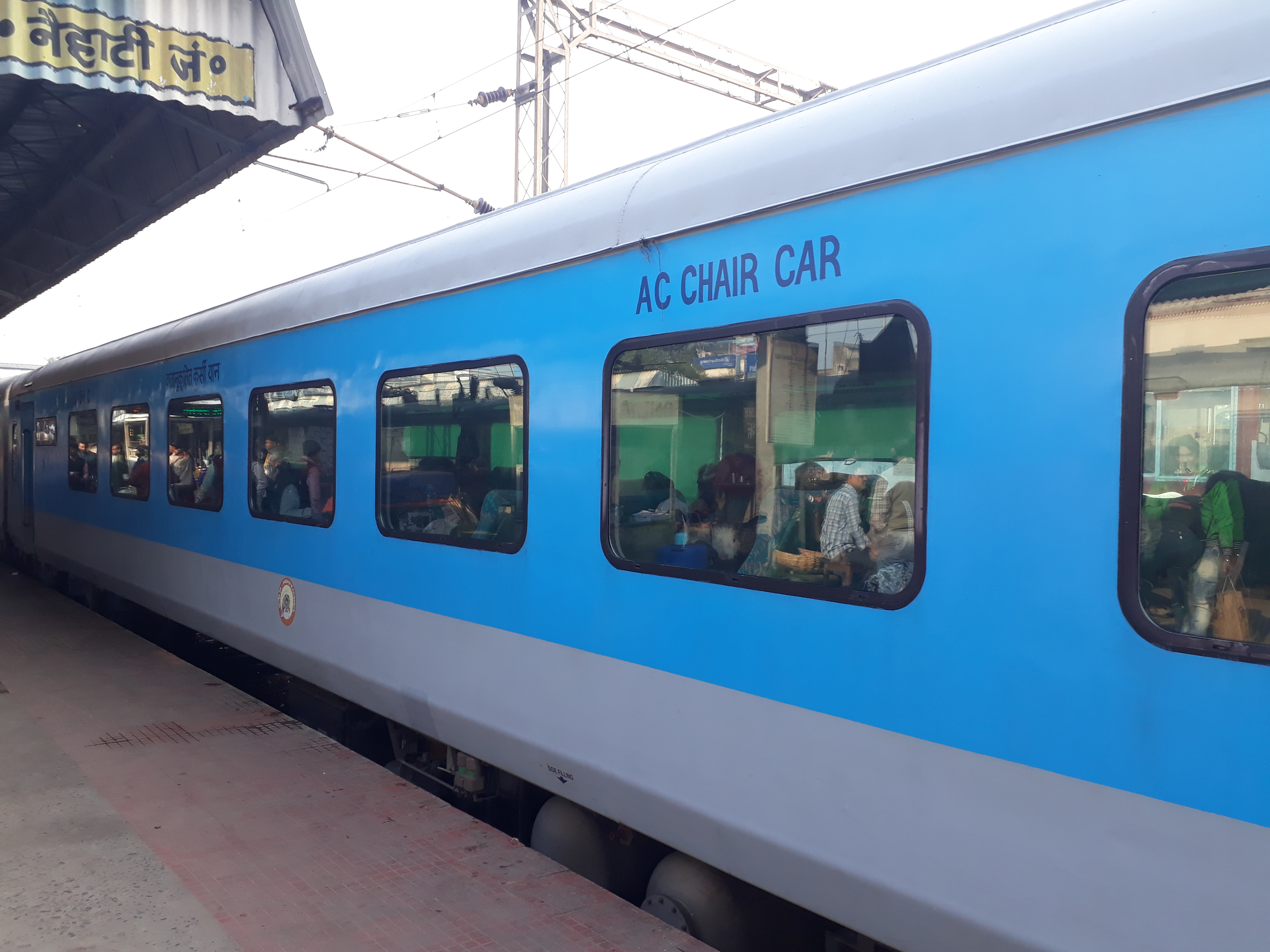
インド鉄道の客車（冷房座席車） （2017年撮影）
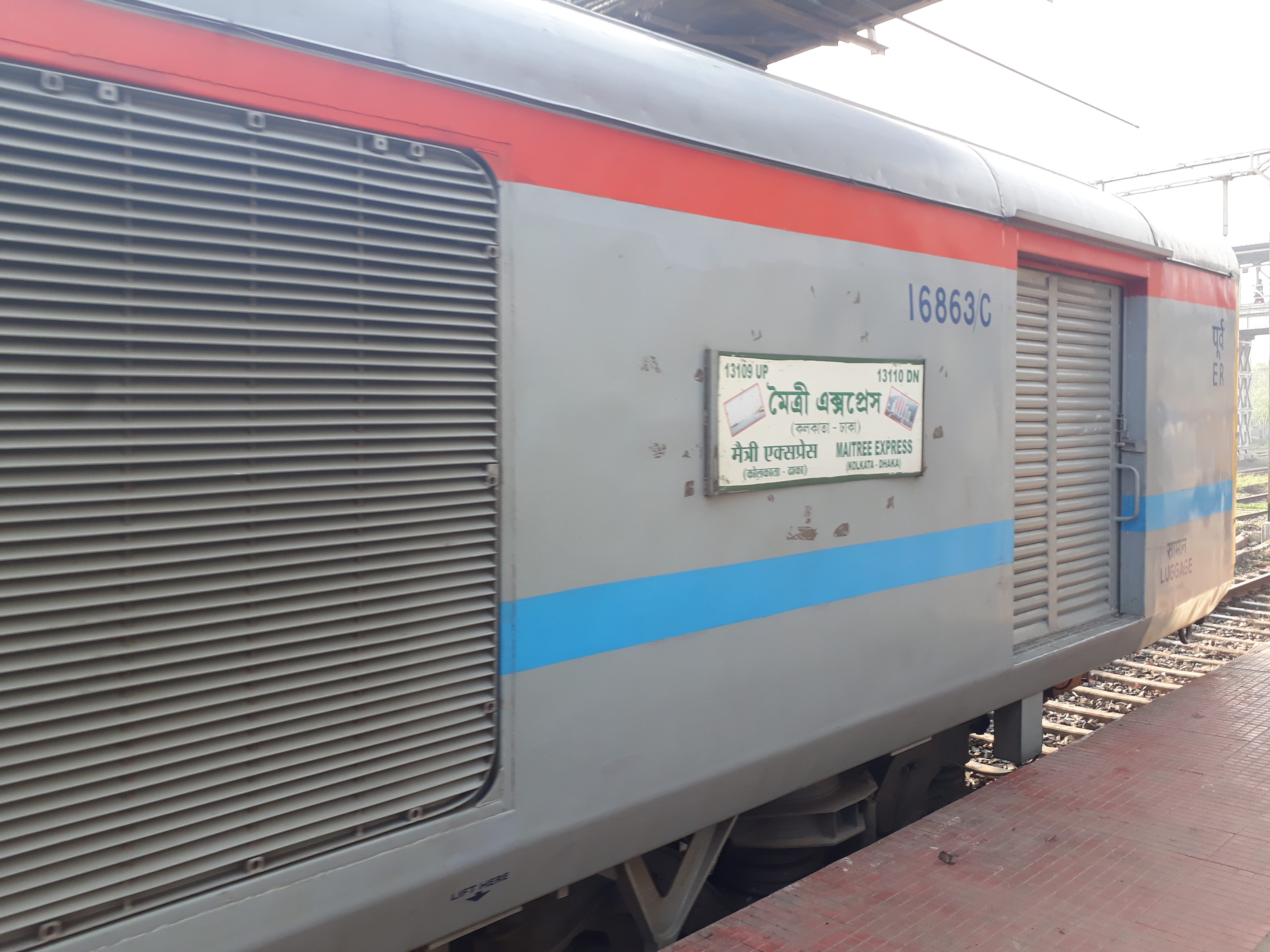
インド鉄道の客車（電源車） （2017年撮影）
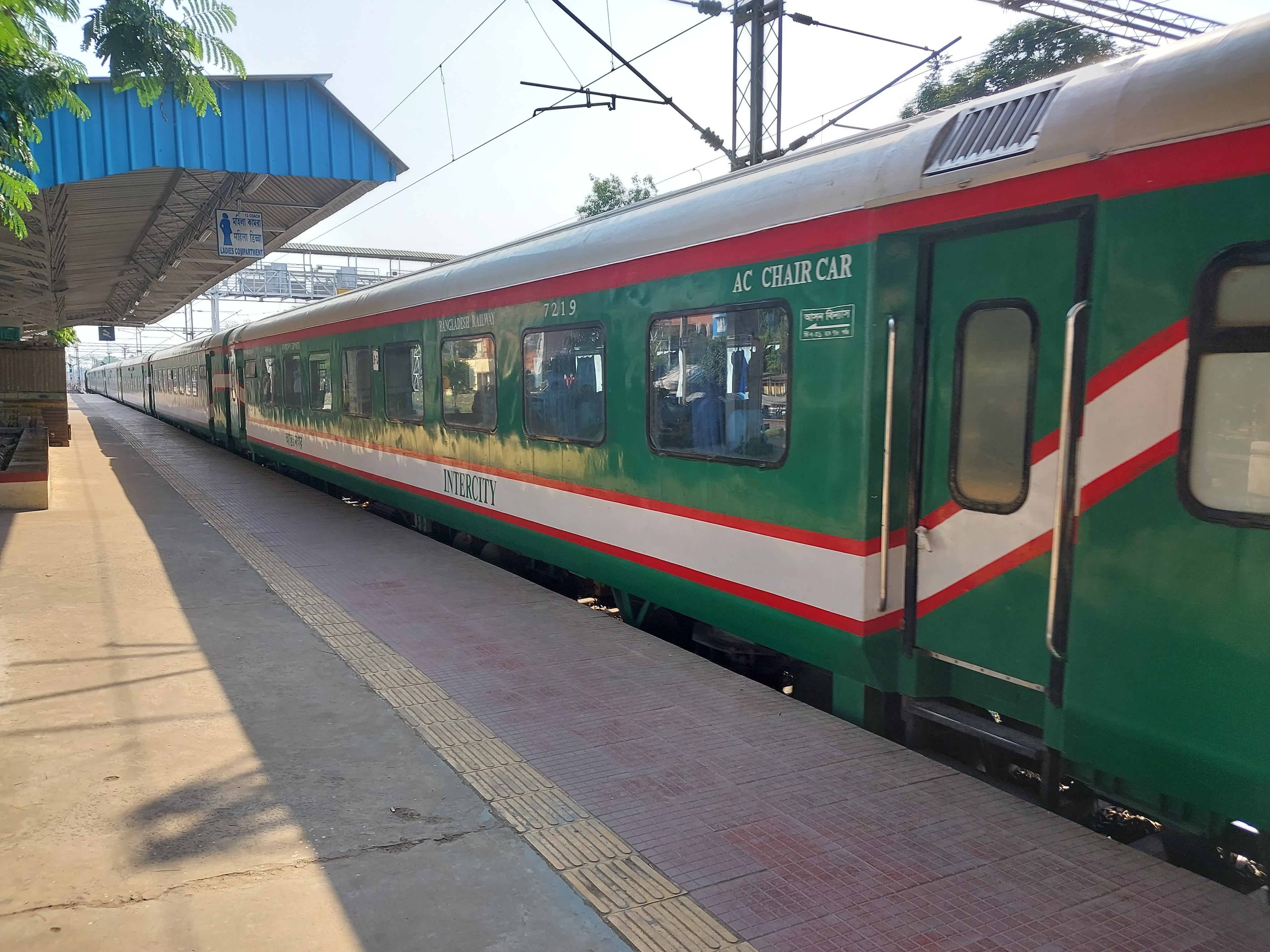
バングラデシュ鉄道の客車（冷房座席車） （2023年撮影）
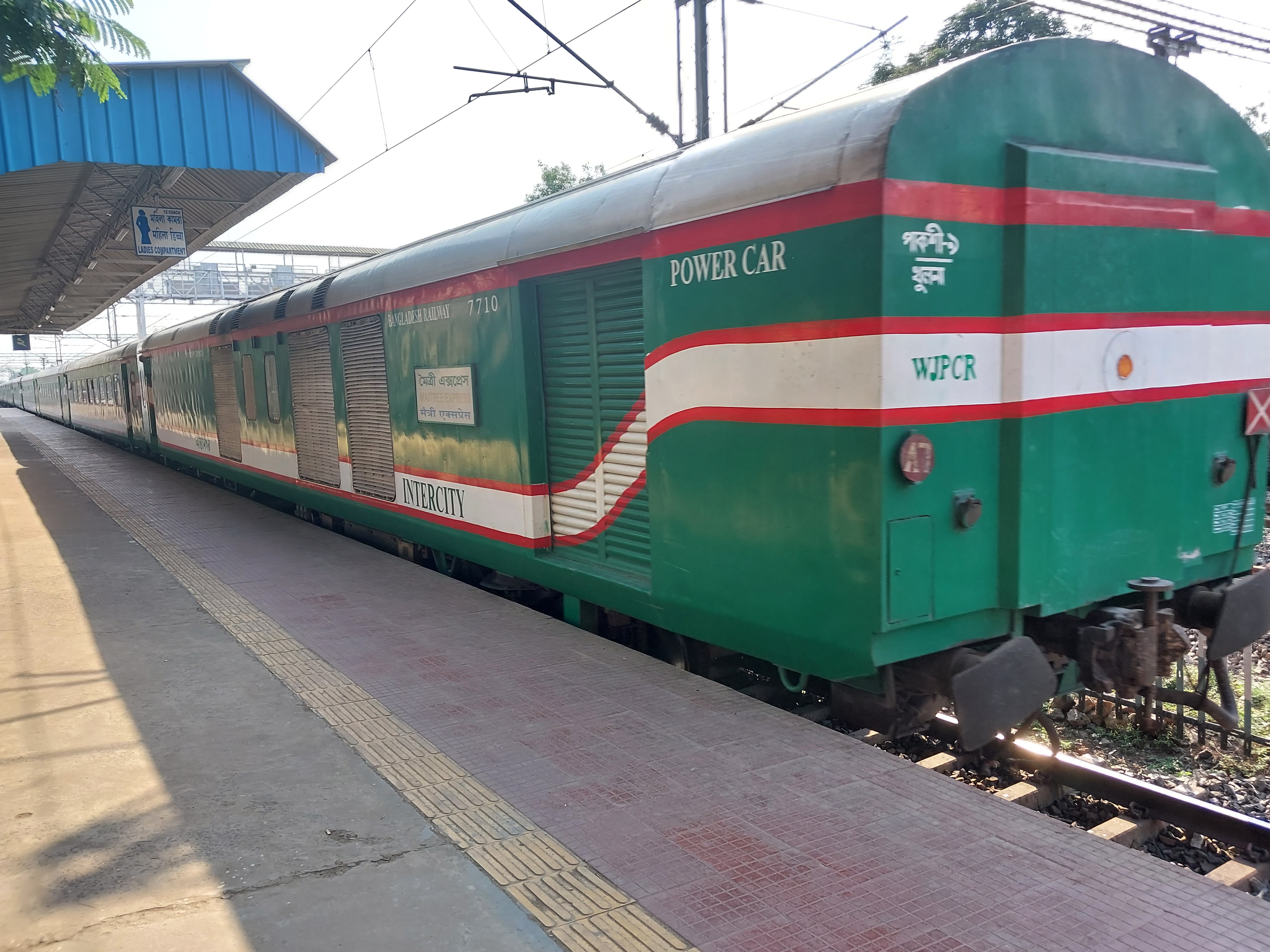
バングラデシュ鉄道の客車（電源車） （2023年撮影）